# Karl Weule
Karl Weule, född 29 februari 1864 i Alt-Wallmoden, nära Goslar, död 19 april 1926 i Leipzig, var en tysk geograf och etnograf.
Weule blev filosofie doktor i geografi 1891 på avhandlingen Beiträge zur Morphologie der Flachküsten och 1899 docent, 1901 extra ordinarie professor i etnografi och urhistoria i Leipzig samt 1920 ordinarie professor i etnografi. Han företog 1906-07 en forskningsresa i Afrikas inre och blev efter återkomsten direktör för Museum für Völkerkunde zu Leipzig. Från 1921 var han ordförande i den etnografiska avdelningen av Deutsche anthropologische Gesellschaft och blev 1925 hela sällskapets ordförande.
Efter nämnda avhandling, inom ett rent geografiskt ämne, höll sig samtliga hans övriga skrifter inom etnografins område. Hans vetenskapliga produktion är inte omfattande, men han gjorde mycket för att popularisera sin vetenskap genom handböcker och översiktliga studier över något etnologiskt specialproblem.